# Wer ist wer? (Schulungsfilm)
Wer ist wer? ist ein Schulungsfilm des Ministeriums für Staatssicherheit aus dem Jahr 1987, der sich an IM-führende Mitarbeiter richtet.

## Inhalt
Beschrieben wird exemplarisch die berufliche und private Entwicklung der Inoffiziellen Mitarbeiterin (IM) „Eva“.
Diese stammt aus einer staatstreuen Arbeiterfamilie, ihr Vater war Mitglied der SED. Sie wurde zunächst Krankenschwester und übte mehrere Jahre die Tätigkeit einer FDJ-Sekretärin aus. Nach einer längeren Krankheit wendet sie sich einem freizügigen, westlichen Lebensstil zu und arbeitet seit 1981 kurzzeitig im neueröffneten Palasthotel in Ost-Berlin. In diesem Jahr heiratete sie in vierter Ehe einen hauptamtlichen Mitarbeiter des MfS und bot sich aus finanziellen Gründen dem Ministerium für Staatssicherheit zur inoffiziellen Zusammenarbeit an. Sie wurde wegen „ihrer positiven Grundeinstellung zu den gesellschaftlichen Verhältnissen in der DDR, ihren Persönlichkeitseigenschaften, „abenteuerromantischen“ Neigungen und materiellen Interessen sowie ihren umfangreichen und lukrativen Verbindungen, insbesondere zu Geschäftsleuten aus dem NSA“ als IM verpflichtet. Seit 1982 war sie als Mitarbeiterin in einem privaten Kosmetiksalon in Ost-Berlin tätig. In dieser Zeit unterhielt sie gute Kontakte zu leitenden Mitarbeitern eines DDR-Außenhandelsunternehmens und erlangte von operativ bedeutsamen Personen verlässliche und „relevante, die Sicherheitslage der DDR betreffende Informationen“. Sie brachte es durch Intimkontakte zu Männern aus dem NSA zu einem beachtlichen Wohlstand mit einem Privatgrundstück und einem Citroën.
1986 trennte sich ihr Mann von ihr. In den folgenden Monaten geriet Eva in finanzielle Schwierigkeiten und überlegte, in Westberlin bzw. der BRD ihr luxuriöses Leben zusammen mit einem dortigen Geliebten fortzusetzen und legal aus der DDR auszureisen. Obwohl Eva weiterhin zur Zusammenarbeit mit dem MfS von der Bundesrepublik aus bereit war, lehnte das MfS eine Übersiedlung aus Sicherheitsgründen ab, da sie den westlichen Geheimdiensten bekannt sei und diesen mangels anderer beruflicher Perspektiven ihre in der DDR erlangten Kenntnisse über das MfS und dessen Zielpersonen verraten werde.
Daraufhin bereitete sie über private Kontakte zu einem West-Berliner Geschäftsmann eine illegale Ausreise mit einem gefälschten westdeutschen Reisepass über Ungarn in die Bundesrepublik vor und verweigerte die weitere Zusammenarbeit mit dem MfS. Das MfS erfuhr davon durch andere IM und nahm sie und den Mann wegen des Verdachts der „Ausschleusung von DDR-Bürgern“ bzw. des geplanten „ungesetzlichen Grenzübertritts“ auf der Leipziger Herbstmesse mit Beweismitteln fest, insbesondere einem ausführlichen handschriftlich verfassten Bericht Evas über ihre als IM gewonnenen Erkenntnisse.
Der Film zeigt dann Auszüge aus den Befragungen, in denen die Verdächtigen alle Vorwürfe abstreiten.
Die anderen Filmsequenzen sind allgemeine Dokumentaraufnahmen zu den Lebensstationen von Eva, unabhängig von ihrer Person. Interessant sind dabei einige Bilder von jungen Prostituierten, die das MfS im Ostberliner Palasthotel gezielt zu Spionagezwecken einsetzte.

## Hintergründe
Wer ist wer? war ein Schulungsfilm für Führungsoffiziere des MfS. Er sollte zeigen, dass „für eine erfolgreiche tschekistische Arbeit“ die Sicherheit und Zuverlässigkeit des IM-Netzes ständig überprüft werden müsse, um Geheimnisverrat und Doppelagententätigkeit zu verhindern. Verdachtsfällen müsse frühzeitig und konsequent im Sinne der einschlägigen Dienstvorschriften (Richtlinie I 79 und Dienstanweisung I 87) begegnet und die Hauptabteilung II informiert werden.
Der Film wurde von der Stasi-Unterlagenbehörde etwa 2009 mit mehreren anderen MfS-Lehrfilmen für die Öffentlichkeit zugänglich gemacht. Er ist wahrscheinlich der einzige, der nur für Führungsoffiziere bestimmt war. Besonders die Vernehmungsszene mit der weinenden Beschuldigten wurde auch in neueren Dokumentationen über das Ministerium für Staatssicherheit gezeigt.